# 拉文岩
拉文岩（英語：Raven's Rock）是南極洲的岩石。

欺骗岛中的拉文岩

於南設得蘭群島的欺骗岛，由讓-巴蒂斯特·夏古率領的法國探險隊繪入地圖，現時由南極條約體系管理。